# Günter-Willi Scholz
Günter-Willi Scholz (* 17. August 1952 in Barleben) ist ein deutscher Politiker (SED, PDS). Er wurde 1990 in den Landtag Sachsen-Anhalt gewählt, legte jedoch am 14. November 1991 sein Mandat nieder. Scholz ist langjähriger Vorsitzender des Gemeinderates der Gemeinde Teutschenthal. 

## Ausbildung und Leben
Günter Scholz besuchte zehn Jahre die Schule und machte dann eine Berufsausbildung (Rinderzucht) mit Abitur. Von 1974 bis 1978 studierte er Jura in Halle und schloss das Studium 1982 mit der Promotion zum Dr. jur. ab. Anschließend arbeitete er als einer der wenigen Rechtsanwälte der DDR.
Günter Scholz ist verheiratet und hat zwei Kinder.

## Politik
Günter Scholz war in der DDR Mitglied der SED und seit der Umbenennung 1990 der PDS. Für seine Partei war er Mitglied der Gemeindevertretung in Teutschenthal und dort 1987 bis 1990 Bürgermeister. Er wurde bei der ersten Landtagswahl in Sachsen-Anhalt 1990 über die Landesliste in den Landtag gewählt. Am 14. November 1991 legte er sein Mandat nieder und beendete seine Mitgliedschaft in der PDS. Seine Nachfolgerin im Landtag wurde Antje Tietz.
Von 1992 bis 2004 übte Günter Scholz erneut das Amt des ehrenamtlichen Bürgermeisters in der Gemeinde Teutschenthal aus.
Neben seiner Tätigkeit als Bürgermeister ist er seit 1990 auch Mitglied im Gemeinderat der Gemeinde Teutschenthal.